# Jan Mostaert

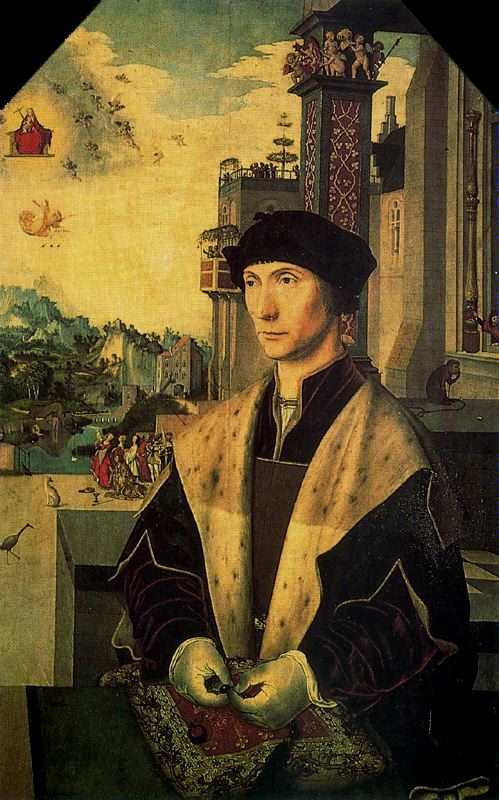
Portret van Abel van der Coulster geschilderd door Jan Mostaert. Aangenomen wordt dat dit werk overeenkomsten vertoont met een verloren gegaan zelfportret.

Jan Jansz. Mostaert (Haarlem, ca. 1474 - Haarlem, 1552/53) was een Hollands kunstschilder. Hij is een van de eerste Noord-Nederlandse schilders die bij naam bekend is. Dat is voornamelijk te danken aan de uitvoerige biografie die Karel van Mander van hem opnam in zijn Schilder-boeck. Mostaert was gedurende de eerste helft van de zestiende eeuw de belangrijkste schilder in Haarlem en trad daarmee in de voetsporen van Geertgen tot Sint Jans. Mostaert schilderde voornamelijk portretten en altaarstukken. Hoewel hij vrij snel in vergetelheid is geraakt, werd zijn werk in zijn eigen tijd zeer gewaardeerd. Dit blijkt ook uit de loftuiting van zijn tijdgenoot Maarten van Heemskerck: Mostaert overtrof alle andere hem bekende oude meesters in het maken van goed werk.

## Biografie
Hoewel Mostaert bij naam bekend is, staat verder betrekkelijk weinig over hem vast. Zo zijn noch zijn geboortedatum, noch zijn sterfjaar met zekerheid bekend. Over de afkomst van Jan Mostaert en zijn familienaam geeft Karel van Mander een alleraardigste anekdote. Een voorvader van Jan zou graaf Floris III van Holland en keizer Frederik Barbarossa begeleid hebben op kruistocht en zich tijdens de inname van Damietta uitzonderlijk dapper hebben gedragen. Terwijl hij op de vijand insloeg had hij maar liefst drie zwaarden bij het gevest afgebroken. Er werd daarom van hem gezegd dat hij zo sterk was als mosterd. Tegenwoordig wordt de familienaam meer plausibel maar ook prozaïscher verklaard door het feit dat de familie stamde uit een geslacht van mosterdmolenaars. Frapant detail echter is toch het bestaan van het Mostard familiewapen met drie gebroken zwaarden, een ridderschild en helm er op afgebeeld. 
Jan Mostaert werd omstreeks 1474 geboren in Haarlem als zoon van de moleneigenaar Jan Jansz Mostaert sr. en Alijt Dircxdr. Hij trouwde in 1498 met Agnes Martijnsdr. Het door Van Mander vermelde gegeven dat Mostaert van adellijke komaf was, is door modern onderzoek ontkracht. Wel behoorden hij en zijn vrouw tot gefortuneerde Haarlemse families en bezaten zij meerdere huizen in Haarlem.
De eerste vermelding in de Haarlemse archieven van Jan Mostaert als schilder stamt uit 1498. In 1502 komt hij voor het eerst voor als lid van het Sint-Lucasgilde, het gilde van de kunstenaars. Vanaf dat jaar tot 1507 worden ook leerlingen bij hem vermeld. In 1507 en 1543-44 was hij bovendien deken van dit gilde. Tussen 1500 en 1505 werkte hij aan de zuiluiken van een tabernakel voor de relikwie van de heilige Bavo voor de Sint-Bavokerk in Haarlem. Dit werk is echter niet bewaard gebleven. Tussen 1516 en 1526 ontbreekt elk spoor van Mostaert in de Haarlemse bronnen. Er is wel verondersteld dat hij in die jaren in Mechelen werkzaam was. Van Mander stelt namelijk dat Jan Mostaert achttien jaar lang aan het hof van de landvoogdes Margaretha van Oostenrijk werkte, die zich in Mechelen had gevestigd. Hij is echter nergens gedocumenteerd als haar hofschilder dus zekerheid daaromtrent ontbreekt. Aangezien Mostaert in deze periode ook een aantal altaarstukken vervaardigde voor Haarlemse opdrachtgevers lijkt het onwaarschijnlijk dat hij een lange periode buiten zijn geboortestad verbleef. Anderzijds staat wel vast dat Margaretha hem in 1518 tot 'painctre aux honneurs' (ereschilder) benoemde en dat hij haar in 1521 een portret van haar overleden echtgenoot Filibert II van Savoye aanbood. In 1526 duikt de naam van de schilder dan weer op in de Haarlemse bronnen en is hij te volgen tot 1552. In 1549 werkte hij in Hoorn aan een schilderij voor het hoogaltaar van de Grote Kerk. Ook is er een opdracht bekend uit 1550 voor de zijluiken van een altaar in het Sint-Elisabethsgasthuis in Haarlem. Beide werken zijn verloren gegaan. Tussen april 1552 en april 1553 moet Mostaert op respectabele leeftijd overleden zijn.

## Schilderstijl en -kenmerken

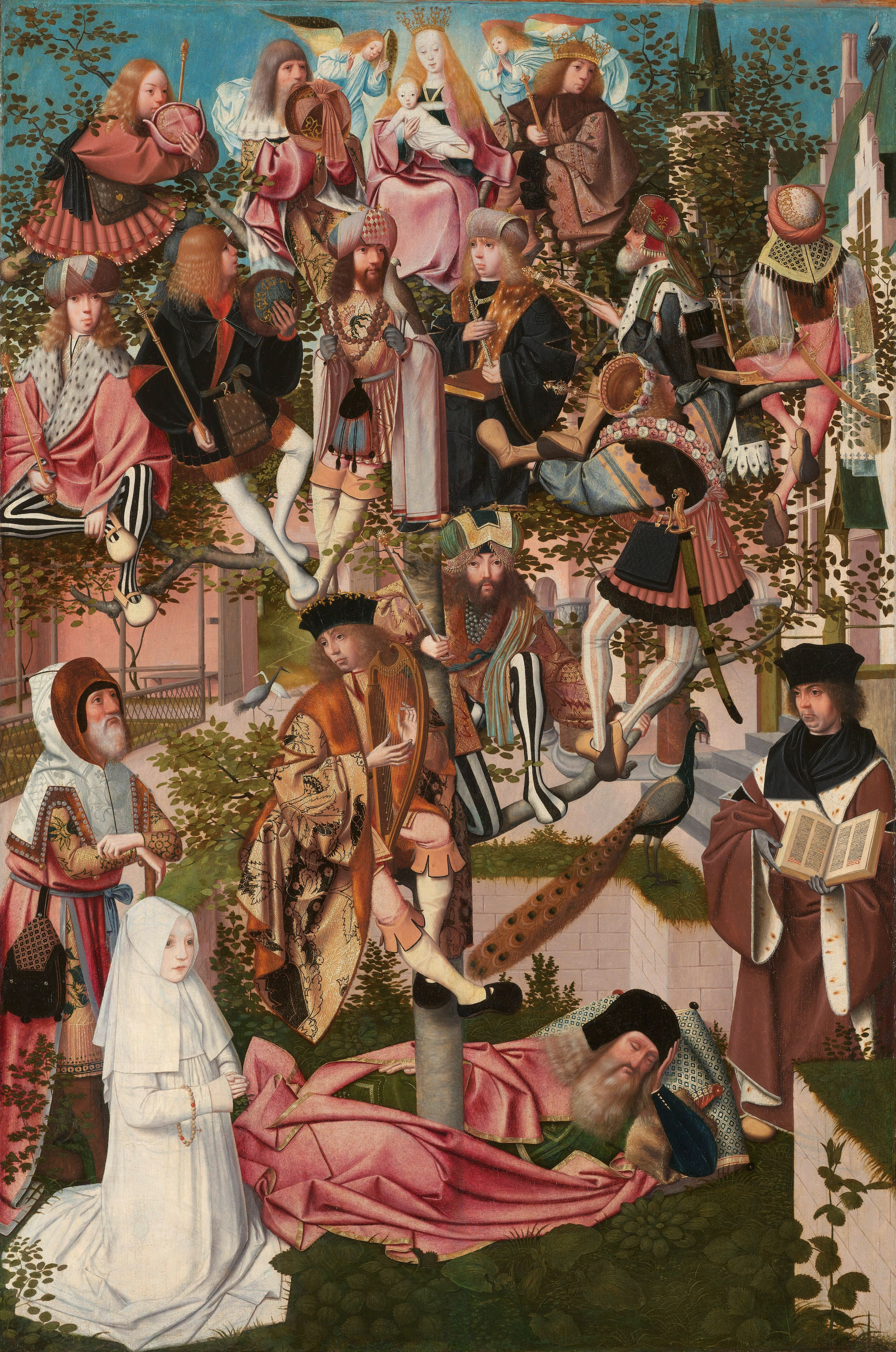
omkring van Geertgen tot Sint Jans, De boom van Jesse.

Volgens Van Mander was de leermeester van Jan Mostaert de Haarlemse schilder Jacob Jansz. Over deze Jacob van Haerlem, zoals hij ook bekendstaat, is weinig met zekerheid te zeggen. Vaak wordt aangenomen dat hij dezelfde schilder is als de Meester van de Brunswijkse diptiek. De stilistische kenmerken van het werk van deze schilder vormen een overbrugging tussen de stijl van Geertgen tot Sint Jans en Jan Mostaert. Een problematisch schilderij is hierbij De boom van Jesse, dat meestal aan een schilder uit de omgeving van Geerten tot Sint Jans wordt toegeschreven, maar soms ook – waarschijnlijk ten onrechte – aan de jonge Jan Mostaert.
Mostaert wordt gezien als een kundige, maar tamelijk behoudend schilder van altaarstukken en devotionele stukken en als een goed portretschilder. De artistieke vernieuwingen die Geertgen tot Sint Jans een generatie voor hem doorvoerde wilde of kon Mostaert niet verder ontwikkelen. Aan het eind van zijn carrière is zijn schilderstijl ronduit ouderwets en wordt hij in Haarlem in populariteit en dus in opdrachten voorbijgestreefd door schilders die in een meer maniëristische stijl werken, zoals Jan Sanders van Hemessen en Maarten van Heemskerck.

## Oeuvre

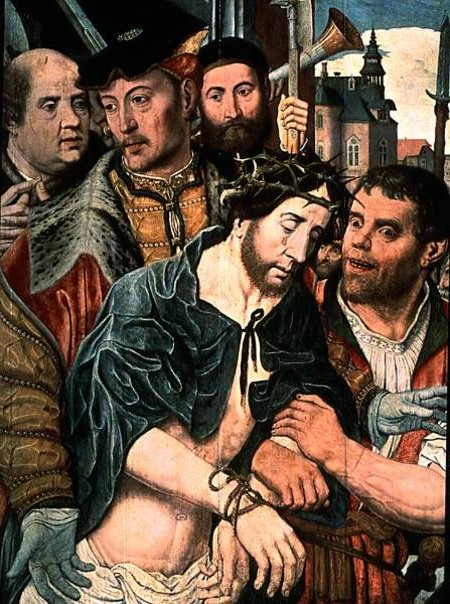
Ecce homo (Moskou). Het oeuvre van Mostaert is grotendeels op basis van dit schilderij samengesteld

Tot ver in de negentiende eeuw was Jan Mostaert volstrekt onbekend. Zijn naam lijkt vrij snel na de lofprijzingen in het Schilderboeck in vergetelheid te zijn geraakt. In 1896 publiceerde de Oostenrijkse kunsthistoricus Gustav Glück echter een artikel waarin hij een groep schilderijen die op dat moment op naam stonden van de Meester van het Drieluik van d'Oultremont toeschreef aan Jan Mostaert. Tegenwoordig vormen ongeveer 30-40 werken het toegeschreven oeuvre van Mostaert, waarbij vooral Max J. Friedländer veel werk verzette. Er bestaat dus een zekere speelruimte in de groep van toegeschreven werken. Dit komt voornamelijk doordat geen van de schilderijen gesigneerd is en ook geen enkel werk gedocumenteerd is, bijvoorbeeld door een bewaard gebleven opdrachtverlening. Bovendien zijn ook nog niet alle werken bestudeerd met behulp van moderne onderzoeksmethoden die kunnen helpen om werken te dateren of ondertekeningen zichtbaar te maken, zoals dendrochronologie of infraroodreflectografie.

Aan de basis van de toeschrijvingen aan Jan Mostaert liggen de beschrijvingen van zijn schilderijen in het Schilderboeck van Van Mander. De omschrijving die deze geeft van een werk dat zich op dat moment bij de kleinzoon van Jan Mostaert bevindt, is gedetailleerd genoeg om het aan een bestaand schilderij te koppelen. 
een paslijck groot stuck in de hooghte, van een Ecce Homo, groot als t'leven, en meer als halve beelden. Hier in zijn eenige conterfeytselen, t'zy by onthout, oft anders: onder ander, eenen diefleyder, geheeten Pier Muys, die doe wel ghekent was, hebbende een drollighe tronie van snooden wesen, en een beplaestert hooft: desen houdt Christum als ghevangen.— Karel van Mander
 In deze beschrijving is een schilderij met een voorstelling van de Ecce Homo herkend dat zich in het Poesjkinmuseum in Moskou bevindt. Een drietal altaarstukken (een in Bonn en twee in Brussel) dat stilistisch overeenkomt met het werk in Moskou zijn ook aan Mostaert toegeschreven. Op deze schilderijen zijn de opdrachtgevers afgebeeld en deze zijn aan de hand van hun eveneens afgebeelde familiewapens geïdentificeerd. Ze behoren alle tot voorname adellijke of patriciërsgeslachten uit Haarlem of omstreken. Zo staat op het Drieluik van d'Oultremont de Haarlemse burger Albrecht Adriaensz. van Adrichem afgebeeld. Hun Haarlemse afkomst maakt de toeschrijving aan Mostaert aannemelijker.

Ook een tweetal andere werken die Van Mander beschrijft zijn mogelijk aan bewaard gebleven schilderijen te relateren. Ten eerste noemt hij een "Westindisch landschap met veel naaktfiguren, een uitstekende rots en vreemde huizen en hutten, een werk dat onvoltooid bleef". Deze omschrijving wordt sinds 1909, het jaar dat het schilderij ontdekt werd, van toepassing geacht op een werk dat zich tot 2007 in het Frans Hals Museum bevond. Het schilderij staat tegenwoordig bekend als een Landschap met een episode uit de verovering van Amerika en was een van de werken uit de collectie Goudstikker die geretourneerd werden aan de erfgenamen. Er wordt aangenomen dat het schilderij een scène toont uit de ontdekkingsreis van Francisco Vásquez de Coronado. Daarmee is het een laat werk in het oeuvre van Mostaert. Overigens bestaat ook de opvatting dat de omschrijving en het schilderij niet overeenkomen en dat het schilderij meer algemeen een arcadische wereld in gevaar voorstelt. Een ander werk dat Van Mander omschrijft is een zelfportret van Jan Mostaert. 
Oock isser seer natuerlijck wel ghelijckende zijn eyghen conterfeytsel, van hem selfs, en schier t'leste van hem ghedaen, en is ghenoech van vooren hebbende de handen t'samen, voor hem light een Vijftigh oft Pater-noster, achter comt een natuerlijck Landtschap: in de Locht heeft hy ghemaeckt Christus, als een Richter sittende, en hy naeckt voor hem gheknielt: op d'een sijde is de Duyvel met een langhe rolle, die hem beschuldicht: ter ander sijden knielt den Engel, die voor hem bidt.— Karel van Mander
 Dit schilderij lijkt niet bewaard gebleven te zijn maar er is wel gewezen op de overeenkomsten tussen de beschrijving en het Portret van Abel van der Coulster. Het portret van deze raadsheer aan het Hof van Holland bevat ook een anekdotische scène op de achtergrond en de geportretteerde bidt eveneens met samengevouwen handen de rozenkrans.
Rond dit corpus van vrijwel zeker aan Mostaert toe te schrijven schilderijen zijn de overige werken gegroepeerd. Hierbij wordt vaak een periodisering in twee delen aangehouden. Enerzijds het jeugdwerk dat gekenmerkt wordt door een rijk kleurgebruik en een duidelijke invloed van Geertgen tot Sint Jans. Het latere werk heeft een wat gedempter coloriet en kent de introductie van renaissancemotieven. De scheidslijn wordt daarbij rond 1515 gelegd. Als typisch jeugdwerk gelden de beide Ecco homo-panelen in New York en Saint Louis. In de latere periode past de Aanbidding door de koningen in het Rijksmuseum met een kenmerkende renaissance-zuil en -architraaf. Er zijn echter ook vraagtekens gezet bij deze indeling. Zo lijkt een schilderij dat als een typisch jeugdwerk gold, het Drieluik met de bewening van Christus pas uit 1515-1520 te dateren.
| Afbeelding | Titel | Datering      | Techniek           | Afmetingen                                                                                    | Museum                                                                                   |
| ---------- | --- | ------------- | ------------------ | --------------------------------------------------------------------------------------------- | ---------------------------------------------------------------------------------------- |
|            | Portret van Jacob Jansz. van der Meer | ca. 1505      | olieverf op paneel | 40 x 28,5 cm                                                                                  | Statens Museum for Kunst, Kopenhagen                                                     |
|            | Drieluik met het laatste oordeel | ca. 1510-1514 | olieverf op paneel | 109 x 71 cm (middenpaneel) 115 x 35 cm (elk zijluik)                                          | Rheinisches Landesmuseum, Bonn                                                           |
|            | Portret van Abel van der Coulster | ca. 1510-1515 | olieverf op paneel | 89,5 x 56 cm                                                                                  | Koninklijke Musea voor Schone Kunsten, Brussel                                           |
|            | Ecce homo | ca. 1510-1515 | olieverf op paneel | 29,2 x 21 cm                                                                                  | Metropolitan Museum of Art, New York                                                     |
|            | Ecce Homo | ca. 1510-1525 | olieverf op paneel | 44,2 x 33,4 cm                                                                                | Hamburger Kunsthalle                                                                     |
|            | Het hoofd van Johannes de Doper | ca. 1510-1525 | olieverf op paneel | 26 x 17,1 cm                                                                                  | National Gallery, Londen                                                                 |
|            | Ecce homo | ca. 1515      | olieverf op paneel | 55,7 x 47,3 cm                                                                                | Saint Louis Art Museum, Saint Louis                                                      |
|            | Drieluik met de bewening van Christus Middenpaneel waarschijnlijk niet van de hand van Mostaert                                                       | ca. 1515-1520 | olieverf op paneel | 73,5 x 58,2 cm (middenpaneel) 73,5 x 21,5 cm (elk zijluik)                                    | Frans Hals Museum, Haarlem                                                               |
|            | Drieluik met de passie van Christus (Drieluik van d'Oultremont)                                                                                       | ca. 1515-1520 | olieverf op paneel | 134 x 97,5 cm (middenpaneel) 140,5 x 45,5 cm (linker zijluik) 139,5 x 45 cm (rechter zijluik) | Koninklijke Musea voor Schone Kunsten, Brussel                                           |
|            | Portret van een onbekende man | ca. 1520      | olieverf op paneel | 42 x 29 cm                                                                                    | Gemäldegalerie, Berlijn                                                                  |
|            | Landschap met de heilige Christoffel | ca. 1520      | olieverf op paneel | 108 x 142,2 cm                                                                                | Museum Mayer van den Bergh, Antwerpen                                                    |
|            | Portret van Joost van Bronkhorst | ca. 1520      | olieverf op paneel | 43,5 x 28 cm                                                                                  | Petit Palais, Parijs                                                                     |
|            | Portret van een vrouw, mogelijk Anna van Bretagne | ca. 1520      | olieverf op paneel | 42,2 x 32,4 cm                                                                                | Huidige verblijfplaats onbekend                                                          |
|            | Portret van een jongeman | ca. 1520      | olieverf op paneel | 53 x 37 cm                                                                                    | Museo del Prado, Madrid                                                                  |
|            | Twee zijluiken van een memorietafel | ca. 1520      | olieverf op paneel | beide luiken 79,7 x 37,7 cm                                                                   | Koninklijke Musea voor Schone Kunsten, Brussel                                           |
|            | Portret van een man met een schedel | ca. 1520      | olieverf op paneel | 28 x 23 x 2,5 cm                                                                              | The Phoebus Foundation                                                                   |
|            | Portret van Jan II van Wassenaer | ca. 1520-1522 | olieverf op paneel | 47 x 33 cm                                                                                    | Louvre, Parijs                                                                           |
|            | Aanbidding door de koningen | ca. 1520-1525 | olieverf op paneel | 51 x 36,5 cm                                                                                  | Rijksmuseum, Amsterdam                                                                   |
|            | Diptiek. Christus verschijnt aan zijn moeder met de verloste zielen uit het voorgeborchte (linkerluik) en Maria van Bourgondië in gebed (rechterluik) | ca. 1520-1525 | olieverf op paneel | beide luiken 26,7 x 18,8 cm                                                                   | Rijksmuseum Twente, Enschede (linkerluik) Museo Thyssen-Bornemisza, Madrid (rechterluik) |
|            | Ecce homo | ca. 1520-1530 | olieverf op paneel | 120,5 x 95,5 cm                                                                               | Poesjkinmuseum, Moskou                                                                   |
|            | Portret van een hoveling ook bekend als Portret van Karel VIII                                                                                        | ca. 1520-1530 | olieverf op paneel | 42 x 32,5 cm                                                                                  | Czartoryski Museum, Krakau                                                               |
|            | De verbanning van Hagar en Ismaël door Abraham | ca. 1520-1530 | olieverf op paneel | 94 x 131 cm                                                                                   | Museo Thyssen-Bornemisza, Madrid                                                         |
|            | Portret van een onbekende vrouw (uitsnede) | ca. 1520-1530 | olieverf op paneel | 48 x 32 cm                                                                                    | Gemäldegalerie, Berlijn                                                                  |
|            | Episode uit de verovering van Amerika | ca. 1535      | olieverf op paneel | 86,5 x 152,5 cm                                                                               | Rijksmuseum, Amsterdam                                                                   |
|            | Portret van een onbekende vrouw | ca. 1525      | olieverf op paneel | 64,3 x 49,5 cm                                                                                | Rijksmuseum, Amsterdam                                                                   |
|            | Portret van een Afrikaanse man | ca. 1525-1530 | olieverf op paneel | 30,8 x 21,2 cm                                                                                | Rijksmuseum, Amsterdam                                                                   |
|            | Portret van een jonge man | ca. 1525-1530 | olieverf op paneel | 96,6 x 73,7 cm                                                                                | Walker Art Gallery, Liverpool                                                            |
|            | De kruisiging | ca. 1530      | olieverf op paneel | 114,6 x 74,6 cm                                                                               | Philadelphia Museum of Art, Philadelphia                                                 |